# وم
وم روستای کوچکی از توابع شهر دبا الفجیره در نوار ساحلی کرانهٔ
دریای عمان از توابع امارت فجیره از امارات هفتگانه دولت امارات متحده عربی واقع شده‌است.

## جمعیت
دارای (۱۱ خانوار) و ۹۸ نفر جمعیت می‌باشد. وم روستایی است کوهستانی ودارای آب وهوای معتدل است، تقریباً در بیشتر روزهای سال کوه‌های اطراف روستا سرسبز است. جنگل‌های انبوه از درختهای کوهستانی مانند
کُنار، کُور و سمر، کِرت و کُوهِنگ اطراف روستا احاطه نموده‌است.

## پیشه
علاوه بر کشاورزی، پرورش دام و دامداری، عده‌ای از ساکنان نیز به تولید صنایع دستی مانند: خنجرسازی، کوزه‌گری مشغول هستند.